# Fodina chrysomera
Fodina chrysomera är en fjärilsart som beskrevs av Oswald Beltram Lower 1903. Fodina chrysomera ingår i släktet Fodina och familjen nattflyn. Inga underarter finns listade i Catalogue of Life.